# E-szara (Uruk)

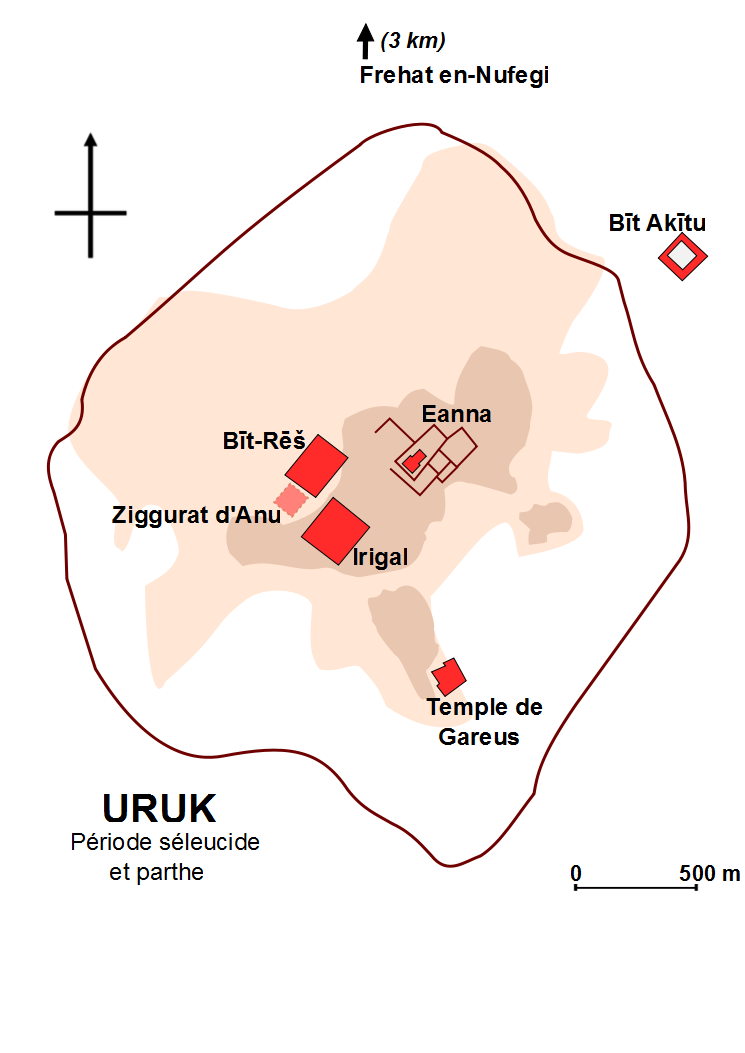
Plan miasta Uruk za panowania Seleukidów i Partów z zaznaczonym położeniem świątyni Bit resz i towarzyszącego jej ziguratu E-szara

E-szara (sum. é.šár.ra, tłum. „Dom wszechświata”) – ceremonialna nazwa ziguratu towarzyszącego świątyni Bit resz boga niebios Anu w mieście Uruk.